# ウィリアム・ダルリンプル＝クライトン (第5代ダンフリーズ伯爵)

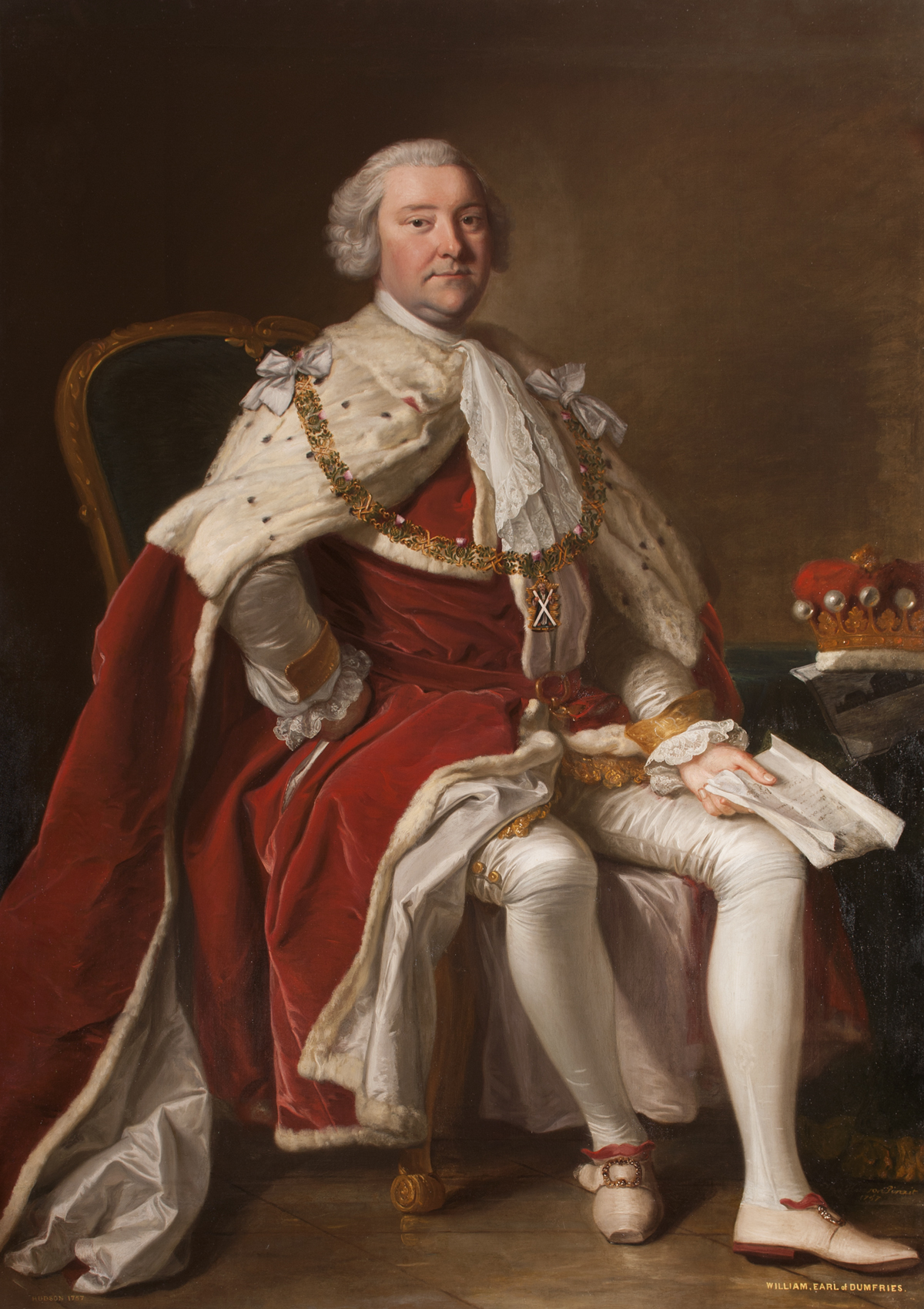
トマス・ハドソンによる肖像画。

第5代ダンフリーズ伯爵および第4代ステア伯爵ウィリアム・ダルリンプル＝クライトン（英語: William Dalrymple-Crichton, 5th Earl of Dumfries, 4th Earl of Stair KT、1768年7月27日没）は、イギリス陸軍の軍人、スコットランド貴族。

## 生涯
ウィリアム・ダルリンプル（1678年 – 1744年、初代ステア伯爵ジョン・ダルリンプルの息子）と第4代ダンフリーズ女伯爵ペネロープ・クライトンの息子として生まれた。
1721年から1747年までイギリス陸軍に従軍、オーストリア継承戦争では1743年のデッティンゲンの戦いで父方の伯父にあたる第2代ステア伯爵ジョン・ダルリンプルの副官を務めた。また、1742年3月6日に母が死去するとダンフリーズ伯爵位を継承した。
スコットランド世襲的司法権廃止法により1747年にSheriff of Clackmannanの世襲権が廃止されると、2,400ポンドの補償金を受け取った。
1752年3月11日にシッスル勲章を授与され、1760年11月13日に弟ジェームズが死去するとステア伯爵位を継承した。
1768年7月27日にダンフリーズ・ハウスで死去、ダンフリーズ伯爵位は姉妹エリザベスの息子にあたるパトリック・マクドゥオール＝クライトンが、ステア伯爵位は父方の叔父ジョージの息子ジョン・ダルリンプルが継承した。

## 家族
1731年4月2日、アン・ゴードン（Anne Gordon、1709年1月17日 – 1755年4月15日埋葬、第2代アバディーン伯爵ウィリアム・ゴードンの娘）と結婚、1男をもうけた。
- ウィリアム（1734年12月12日 – 1744年9月9日）

1762年6月19日、アン・ダフ（Anne Duff、1738年頃 – 1811年8月21日、ウィリアム・ダフの娘）と再婚した。